# Cucullia duplicata
Cucullia duplicata là một loài bướm đêm trong họ Noctuidae.